# Messerschmitt Bf 109
Messerschmitt Bf 109 – niemiecki samolot myśliwski, podstawowy myśliwiec Luftwaffe podczas II wojny światowej.

## Historia konstrukcji
Pierwowzorem myśliwskiego Bf 109 był samolot opracowywany dla Rumunii pod nazwą M37. Podczas dalszych prac samolot nazwano Bf 108 i pod tą nazwą był produkowany. Bf 108 Taifun był dwumiejscowym samolotem komunikacyjnym. Ministerstwo Lotnictwa Rzeszy (Reichsluftfahrtministerium) w 1933 złożyło zamówienie na nowy samolot myśliwski. Do prac projektowych, w których uczestniczyli Willy Messerschmitt, Robert Lusser oraz Hubert i Richard Bauerowie, przystąpiono wiosną 1934. Budowę pierwszego prototypu nowego samolotu oznaczonego V1 (V jak Versuchsmuster: egzemplarz doświadczalny) zapoczątkowano jesienią 1934 roku. Próby w locie z zablokowanym podwoziem chowanym rozpoczęto w maju 1935 roku. W pierwszym prototypie zastosowano angielski silnik Rolls-Royce Kestrel V12 o mocy startowej 695 KM (511 kW), napędzający dwułopatowe, drewniane śmigło o stałym skoku. Do ogłoszonego w tym czasie konkursu na samolot myśliwski stanęły cztery największe niemieckie biura projektowe zakładów lotniczych: Arado, Focke-Wulf, Heinkel i Bayerische Flugzeugwerke. Do dalszego rozwoju zakwalifikowały się konstrukcje biur dwóch ostatnich zakładów: He 112 i Bf 109. W czasie prób porównawczych obu prototypów Bf 109 osiągnął większą o 22 km/h prędkość maksymalną oraz większą prędkość wznoszenia. He 112 zyskał jednak bardzo pochlebne opinie pilotów, chwalących wygodną kabinę o bardzo dobrej widoczności, dobre prowadzenie tego samolotu podczas kołowania oraz lepszą zwrotność i lepsze właściwości pilotażowe. Pierwotnie przetarg rozstrzygnięto więc na korzyść zespołu Heinkla, lecz intrygi i przebiegłość prof. Willy’ego Messerschmitta przesądziły o kontynuowaniu prac nad prototypem Bf 109. Okazał się ostatecznie bardzo udaną konstrukcją, którą w przebiegu wojny można było stopniowo ulepszać. Np. prędkość maksymalna została zwiększona z początkowej 470 km/h do ponad 650 km/h. W późniejszym czasie zakłady Messerschmitt AG połączyły się z Bayerische Flugzeugwerke. Ogółem wyprodukowano około 33 000 Bf 109 różnych wersji.

### Prototypy

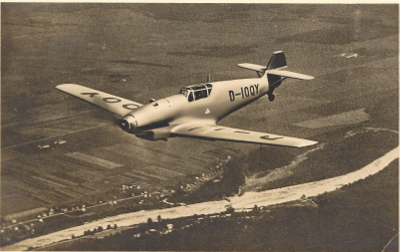
Prototyp V3

Ostatni prototyp, którego pierwszy lot odbył się 28 maja 1935 roku, napędzany był silnikiem Rolls-Royce Kestrel V12 o mocy startowej 695 KM (511 kW). Gaźnikowy silnik Junkers Jumo 210 A o mocy startowej 610 KM (449 kW) stał się jednostką napędową drugiego prototypu Bf 109 V2 ukończonego w styczniu 1936 roku. Uzbrojenie (2 karabiny maszynowe) zamontowano dopiero na trzecim prototypie Bf 109 V3 oblatanym w czerwcu 1936 roku. Także ten prototyp posłużył do prób z karabinem maszynowym, a następnie działkiem 20 mm strzelającym przez wał i piastę śmigła. Do wersji E nie usunięto trudności związanych z umieszczeniem km lub działka w wale śmigła, przede wszystkim nadmiernych drgań przenoszonych na silnik w trakcie strzelania, które mogły spowodować jego trwałe uszkodzenie. Pierwsze prototypy służyły także do poszukiwania najbardziej efektywnego i skutecznego układu chłodzenia silnika. Pierwsza publiczna prezentacja nowego samolotu myśliwskiego odbyła się podczas Igrzysk Olimpijskich w sierpniu 1936 roku. Do przelotu nad Berlinem i wykonania akrobacji lotniczej użyto Bf 109 V2.

### Bf 109 AAnton
Prawdopodobnie nazwa zarezerwowana dla 10 pierwszych egzemplarzy serii próbnej. Jednak ze względu na wprowadzone liczne zmiany konstrukcyjne w prototypie V2 z tego oznaczenia ostatecznie zrezygnowano.

### Bf 109 BBerta

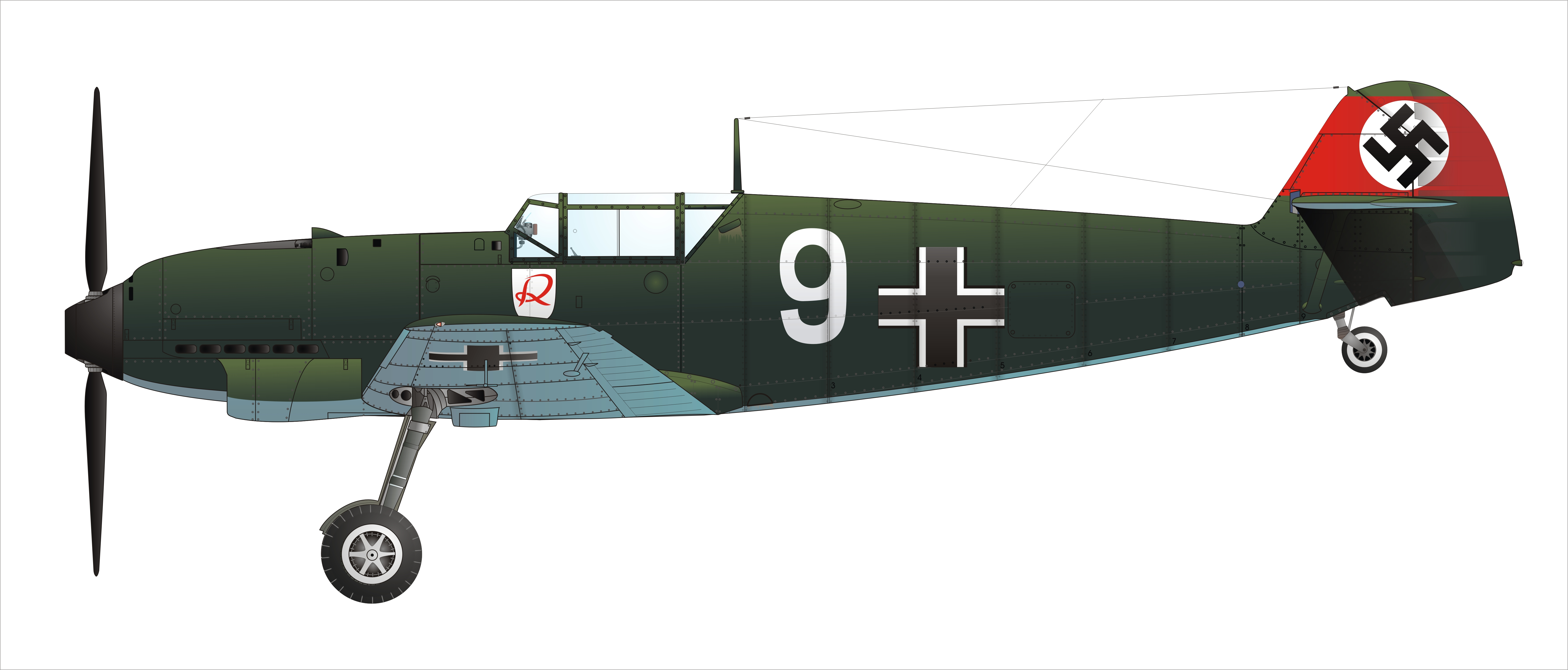
Bf 109 B-2 w barwach II/JG 132 „Richthofen”

- Całkowita liczba zbudowanych samolotów wersji B: 395

Wersja przedprodukcyjna B-0 otrzymała silnik Junkers Jumo 210 A. Bf 109 w wersjach B-1 i B-2 miały gaźnikowe silniki Junkers Jumo Da z dwustopniową sprężarką, o mocy startowej 730 KM (530 kW) napędzające dwułopatowe, drewniane śmigło (wersja B-1) lub dwułopatowe, metalowe śmigło (wersja B-2). W samolotach tych zastosowano też powiększoną chłodnicę glikolu i przeniesiono chłodnicę oleju spod prawego skrzydła na lewe. Wersja ta testowana była w warunkach bojowych podczas wojny domowej w Hiszpanii w Legionie Condor. Pierwsze seryjne Bf 109 B opuściły zakłady produkcyjne w lutym 1937 roku.
Dane techniczno-taktyczne wersji Bf 109 B-2
- Masa
  - własna: 1505 kg
  - maksymalna startowa: 2150 kg
- Wymiary
  - rozpiętość: 9,87 m
  - długość: 8,55 m
  - wysokość: 2,45 m
  - powierzchnia nośna: 16,40 m²
- Napęd: 1 silnik rzędowy Junkers Jumo 210 Da o mocy startowej 730 KM (530 kW)
- Uzbrojenie: 2 karabiny maszynowe kal. 7,9 mm MG 17
- Amunicja: po 500 naboi na km w kadłubie,
- Osiągi:
  - prędkość
    - maksymalna: 465 km/h (dla masy startowej 1955 kg) na wysokości 3000 metrów
    - przelotowa: 350 km/h
    - wznoszenie: 10,8 m/s

  - pułap: 8200 m
  - zasięg: 690 km
- Załoga: 1

### Bf 109 CCäsar

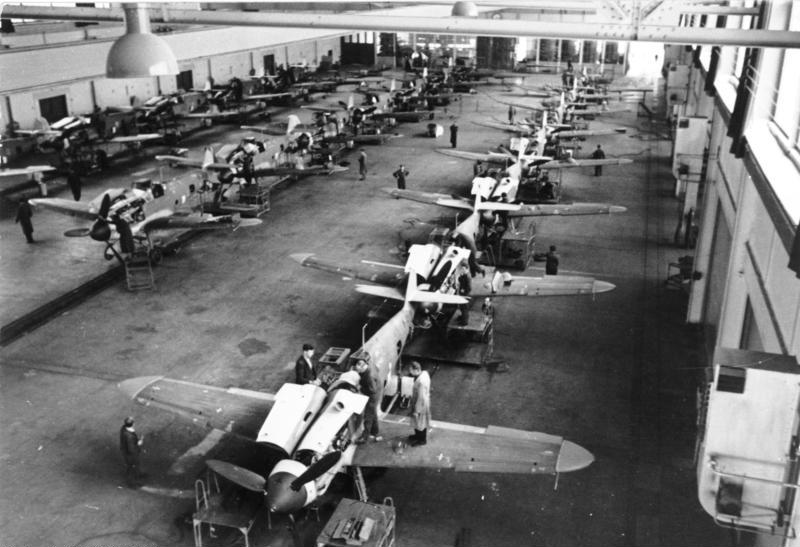
Hala montażowa Bf 109

- Całkowita liczba zbudowanych samolotów wersji C: 55

W wersji C montowano silnik Junkers Jumo 210 Ga z bezpośrednim wtryskiem paliwa do cylindrów o mocy startowej 700 KM (515 kW) napędzający dwułopatowe, metalowe śmigło. Mimo zastosowania słabszego silnika ta wersja Bf 109 osiągała prędkość maksymalną 470 km/h, czyli większą od wersji B z mocniejszym silnikiem. Wersje prototypowe miały stosunkowo słabe uzbrojenie dlatego w następnej wersji „C” (Caesar) sukcesywnie wzmacniano uzbrojenie. W wersji C-1 liczbę karabinów MG 17 zwiększono do 4, z których 2 były zamontowane w skrzydłach, a 2 w kadłubie. W wersji C-3 zamiast skrzydłowych karabinów zamontowano 2 działka MG FF 20 mm. Oba te warianty uzbrojenia sprawdzone zostały wcześniej na V8 i V9. W sierpniu 1938 12 maszyn w wersji C-2 walczyło w Legionie Condor. W trakcie produkcji wersji C, 11 lipca 1938, zmieniono nazwę wytwórni. Samoloty Bf 109 czasem, ale zupełnie błędnie, zaczęto nazywać w literaturze Me 109 lub Me Bf 109. Pierwsze seryjne Bf 109 C opuściły zakłady produkcyjne w kwietniu 1938 roku.
Dane techniczno-taktyczne wersji Bf 109 C-1
- Masa
  - własna: 1597 kg
  - maksymalna startowa: 2296 kg
- Wymiary
  - rozpiętość: 9,87 m
  - długość: 8,55 m
  - wysokość: 2,45 m
  - powierzchnia nośna: 16,40 m²
- Napęd: 1 silnik rzędowy Junkers Jumo 210 Ga o mocy startowej 700 KM (515 kW)
- Uzbrojenie: 4 karabiny maszynowe kal. 7,9 mm MG 17 (C-1), 2 działka MG FF 20 mm w skrzydłach + 2 karabiny maszynowe kal. 7,9 mm MG 17 w kadłubie (C-3)
- Amunicja: po 500 naboi na km w kadłubie, po 420 naboi na km w skrzydle (C-1); po 60 naboi na działka MG FF 20 mm w dwóch bębnach skrzydłowych (C-3)
- Osiągi
  - prędkość
    - maksymalna: 470 km/h (dla masy startowej 1988 kg) na wysokości 3500 metrów
    - przelotowa: 350 km/h
    - wznoszenie: 10,8 m/s

  - pułap: 8400 m
  - zasięg: 652 km
- Załoga: 1

### Bf 109 D
- Całkowita liczba zbudowanych samolotów wersji D: 650

W wersji D montowano silniki gaźnikowe Junkers Jumo 210 Da o mocy startowej 730 KM (530 kW) i silniki Daimler-Benz DB 600  o mocy startowej 975 KM (717 kW). Samoloty z tym ostatnim silnikiem miały dwie chłodnice glikolu umieszczone pod skrzydłami i chłodnicę oleju montowaną w osłonie silnika. Na przełomie 1939 i 1940 roku została w jednostkach bojowych Luftwaffe niemal całkowicie zastąpiona przez wersje E-1 i E-3. W jednostkach szkolnych i treningowych przetrwała do początków 1942 roku. We wrześniu 1939 podczas kampanii wrześniowej w Polsce użyto ok. 100 samolotów Bf 109 w wersji D. Samoloty te stanowiły wyposażenie m.in.: I./JG 21 i I./ZG 2.
Dane techniczno-taktyczne wersji Bf 109 D
- Masa
  - własna: 1595 kg
  - maksymalna startowa: 2280/2420 kg
- Wymiary
  - rozpiętość: 9,87 m
  - długość: 8,55 m (z silnikiem Junkers Jumo 210 Da)
  - długość: 8,70 m (z silnikiem Daimler-Benz DB 600)
  - wysokość: 2,45 m
  - powierzchnia nośna: 16,40 m²
- Napęd: 1 silnik rzędowy Junkers Jumo 210 Da o mocy startowej 730 KM (530 kW)
- Uzbrojenie: 4 karabiny maszynowe kal. 7,9 mm MG 17 (D-1),
- Amunicja: po 500 naboi na km w kadłubie, po 420 naboi na km w skrzydle;
- Osiągi
  - prędkość
    - maksymalna: 499 km/h na wysokości 3000 metrów
    - przelotowa: 350 km/h
    - wznoszenie: 15 m/s

  - pułap: 8100 m
  - zasięg: 690 km
- Załoga: 1

### Bf 109 EEmil

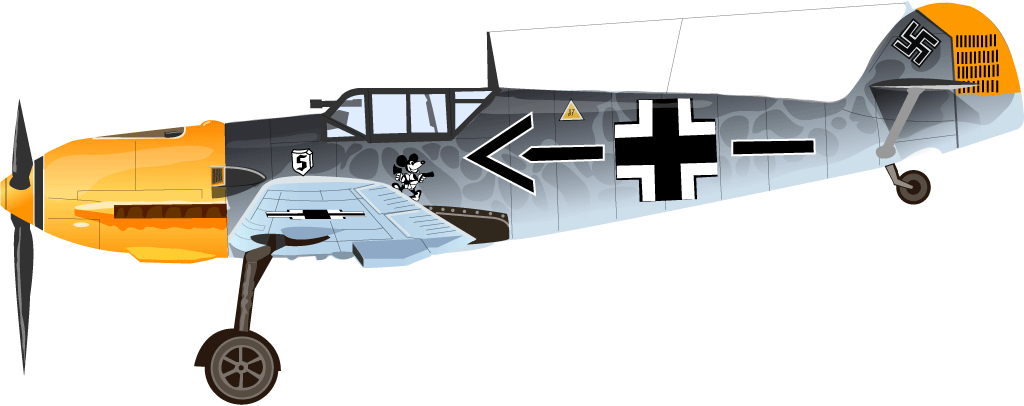
Messerschmitt Bf 109 E

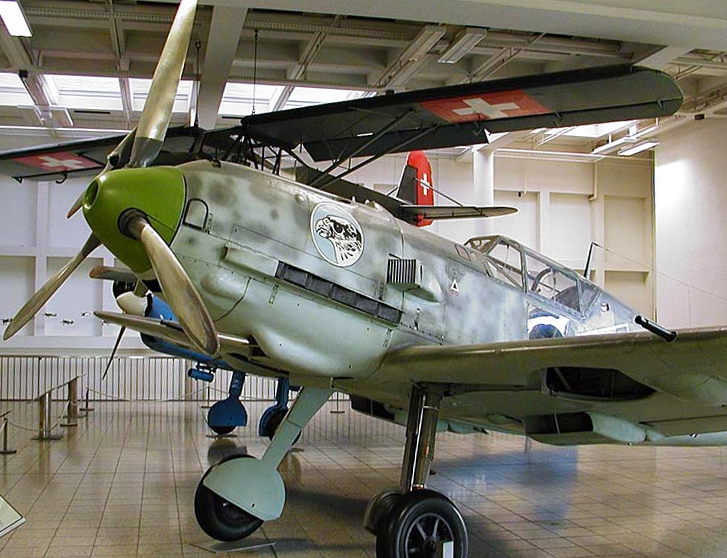
Bf 109 E w muzeum w Monachium

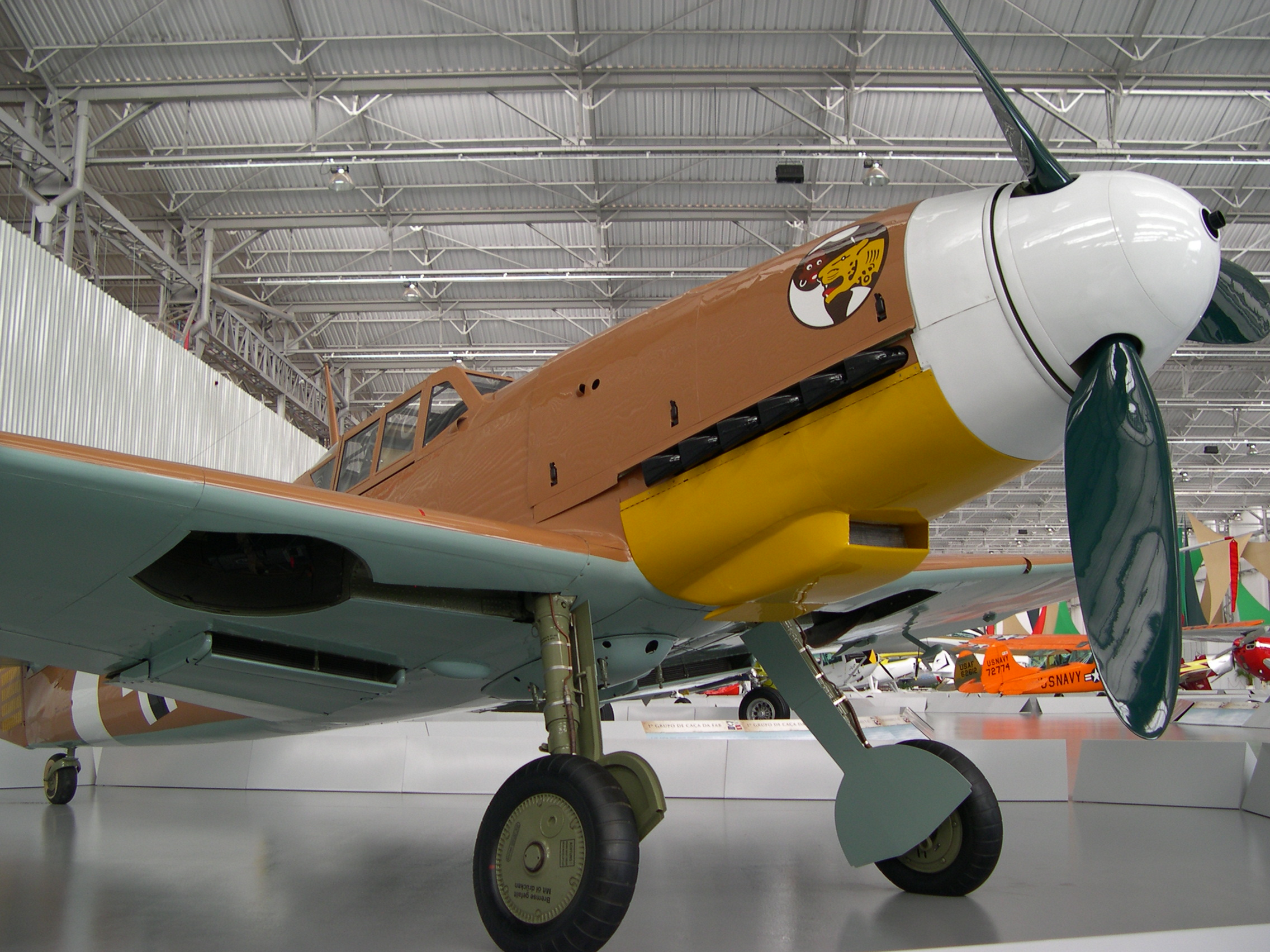
Bf 109 G-2 w Muzeum w São Carlos, Brazylia

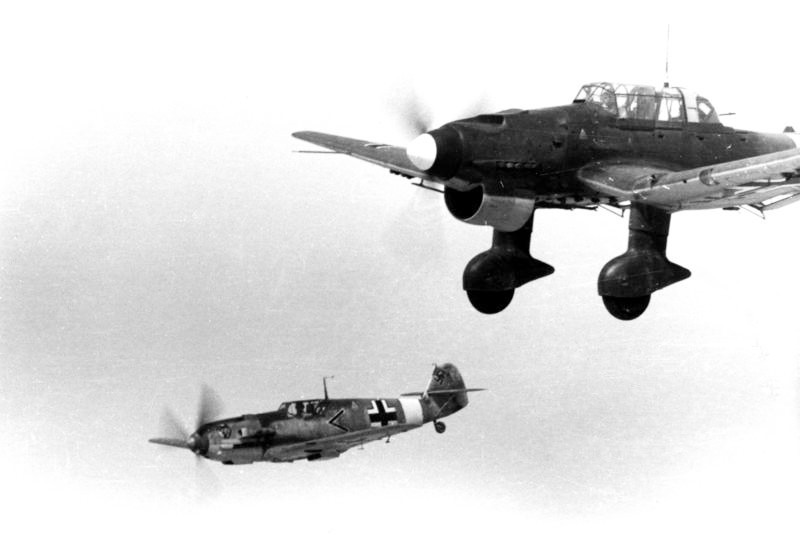
Bf 109E i Ju 87B w 1941 r.

Kolejną wersją bojową był najliczniej produkowany Bf 109E (Emil), napędzany silnikiem Daimler-Benz 601A, sprawdzony na modelach V10 i V11. W późniejszym okresie montowano także silnik Daimler-Benz 601N. Oba silniki miały bezpośredni wtrysk paliwa, co pozwalało na utrzymanie obrotów silnika również podczas przeciążeń i lotów odwróconych. Prędkość maksymalna wzrosła do 550 km/h na wysokości 4500 metrów (wersja E-1). Silnik o większej mocy wymusił zabudowę w Bf 109 E większego zbiornika paliwa i trójłopatowego, metalowego śmigła. Samoloty Bf 109E miały dwie chłodnice glikolu umieszczone pod skrzydłami i chłodnicę oleju montowaną w osłonie silnika. Zwiększono zapas amunicji z 500 do 1000 naboi na km kadłubowy i z 420 do 500 naboi na km skrzydłowy. Podstawowym uzbrojeniem Bf 109E były cztery karabiny MG 17 (wersja E-1) albo dwa karabiny MG 17 w kadłubie i dwa działka MG FF 20 mm w skrzydłach (wersja E-3). Opcjonalnie dodawano dodatkowe działko MG FF 20 mm strzelające poprzez wał i piastę śmigła z zapasem 20 sztuk naboi. Bf w wersjach E-1 i E-3 wprowadzany był sukcesywnie na wyposażenie jednostek bojowych Luftwaffe od maja 1939 roku. Ta wersja samolotu brała udział między innymi w powietrznych walkach bitwy o Anglię w drugiej połowie 1940, gdzie jego głównymi przeciwnikami były angielskie Spitfire’y i Hurricane’y. W trakcie produkcji serii E-3 od połowy 1940 roku wprowadzono opancerzenie kabiny pilota, a ostatnie egzemplarze miały już zmienioną owiewkę kabiny (kanciasta i opancerzona), która stała się standardem od serii E-4. Najbardziej znanym pilotem latającym w tym czasie na Messerschmitcie był major Adolf Galland. Samoloty w wersji tropikalnej używane były podczas kampanii afrykańskiej.
Dane techniczno-taktyczne wersji Bf 109 E-1
- Masa
  - własna: 1975 kg
  - maksymalna startowa: 2440 kg
- Wymiary
  - rozpiętość: 9,87 m
  - długość: 8,75 m
  - wysokość: 2,50 m
  - powierzchnia nośna: 16,35 m²
- Napęd: 1 silnik odwrócone V12 Daimler-Benz 601A o mocy startowej 1100 KM (809 kW)
- Uzbrojenie: 4 karabiny maszynowe kal. 7,9 mm MG 17 (E-1),
- Amunicja: po 1000 naboi na km w kadłubie, po 500 naboi na km w skrzydle;
- Osiągi:
  - prędkość
    - maksymalna: 550 km/h na wysokości 4000 metrów
    - przelotowa: 375 km/h
    - wznoszenie: ... m/s

  - pułap: 10500 m
  - zasięg: 660 km
- Załoga: 1

### Bf 109 FFriedrich
Bf 109 F (Friedrich) to następca wersji E z tym samym silnikiem w wersji DB 601E – produkowany od przełomu 1940/1941. Płatowiec zmienił jednak diametralnie wygląd zewnętrzny: zastosowano nowy kołpak śmigła, zmieniono całkowicie przednią część kadłuba stosując bardziej zaokrągloną osłonę silnika oraz zmieniono kształt skrzydeł z prostokątnych na zaokrąglone. Prędkość maksymalna na pułapie 6000 m wynosiła 635 km/h. Uzbrojenie stanowiły dwa MG 17 i jedno działko 20 mm MG 151.
Początki wersji F datowane są na 1938 rok od rozpoczęcia produkcji wersji E, a pierwsze prace ruszyły jesienią 1939 roku. Wersja E okazała się rozwiązaniem połowicznym, gdyż do starego płatowca zastosowano nowy silnik. Konieczne było unowocześnienie procesu produkcji płatowca, jego aerodynamiki jak i samego montażu. Planowana produkcja Me 109F miała ruszyć wraz z końcem 1939 roku. Skonstruowano dwa prototypy doświadczalne. Oblatany został 26 stycznia 1939 roku. Rozpoczęto testy nowego nosa i ogona i skrzydeł samolotu. Przebudowa osłony miała za zadanie poprawić aerodynamikę oraz była konieczna ze względu na dłuższy silnik wraz z rezygnacją z mechanicznego rozruchu. Kolejne dwa modele doświadczalne powstały z przebudowania Me 109D i posłużyły wyłącznie do badań nowych instalacji silnika oraz chłodzenia.
Stworzono nowe chłodnice cieczy znajdujące się pod skrzydłami, które były dwa razy szersze i niższe od tych zastosowanych w poprzedniej wersji samolotu. Posiadały nowoczesną dwuczęściową klapę regulującą dopływ powietrza. Zostały one zabudowane za chłodnicą, a dolna z nich była dodatkową klapą skrzydłową. Trudności w konstrukcji silnika, a także ostateczny montaż zaokrąglonych skrzydeł, który w efekcie musiał przystosować nowe uzbrojenie, spowodowały późne wdrożenie do produkcji.
Do 1940 roku nie została wdrożona produkcja nowego uzbrojenia dla myśliwców, co dodatkowo opóźniło produkcję Me 109F. Messerschmitt podpisał kontrakt z Ministerstwem Lotnictwa Rzeszy. Zaplanowano początkowo stworzyć serię próbną piętnastu sztuk Me 109F-0 w okresie od listopada 1939 do kwietnia 1940 roku. Po złożeniu trzech samolotów program wersji F wstrzymano mimo planów produkcji seryjnej. W kwietniu 1940 roku zmontowano ze stworzonych części pierwszy Me 109F-1. Według zamówienia miało ich zostać wyprodukowanych 720 sztuk, z terminem odbioru październik 1940 roku. Projekt Friedricha został wznowiony, przy zastosowaniu nowych skrzydeł (okrągłe końcówki) z dostosowaniem slotów, lotek i klap. Powróciło zamówienie piętnastu sztuk próbnych w wersji Me 109F-0. Maszyny tej serii montowano w fabryce w Ratyzbonie. Wyposażone zostały w silniki DB 601A i DB 601N oraz jedna sztuka z silnikiem DB 601E. Powstało ostatecznie 19 sztuk serii F-0.
Na podstawie umów z Ministerstwem Lotnictwa Rzeszy miano dostosować samolot do wariantów lekkiego (MG151/15 w kadłubie) i ciężkiego (MG FF/M w kadłubie). Z powodu problemów z silnikiem produkcja podzieliła się na cztery warianty:
- F-1 - wersja ciężka, z silnikiem DB 601N
- F-2 - wersja lekka z silnikiem DB 601N
- F-3 - wersja ciężka z silnikiem DB 601E (następca F-1)
- F-4 wersja lekka z silnikiem DB 601E (następca F-2)

Wariantem dodatkowym miała być wersja rozpoznawcza, której zamówiono początkowo 145 sztuk z 255 w wersji F-1 oraz 305 na 465 w wersji F-3. Jednak zapotrzebowanie na samolot bojowy było znacznie wyższe.
Cena jednego Me 109F, wyniosła
- 90 000 Reichsmarek - wersje F-1 i F-2 - produkcja 250 sztuk
- 70 000 Reichsmarek - wersje F-3 i F-4 - produkcja 450 sztuk

Średnia cena to 56 000 Reichsmarek przy zamówieniu 830 sztuk, co udało się uzyskać dzięki nowym technikom produkcji i zmniejszeniu czasu potrzebnego do zmontowania jednego samolotu - od 20 tysięcy do 9 tysięcy roboczogodzin dla wersji E oraz z 16 tysięcy do 7 tysięcy roboczogodzin dla wersji F.
Wersja F w walkach frontowych posiadała przewagę tylko przez rok 1941, mimo długiej historii projektowania i wdrażania produkcji. Stworzono łącznie z prototypami 3400 sztuk Me 109F.

### Bf 109 GGustav

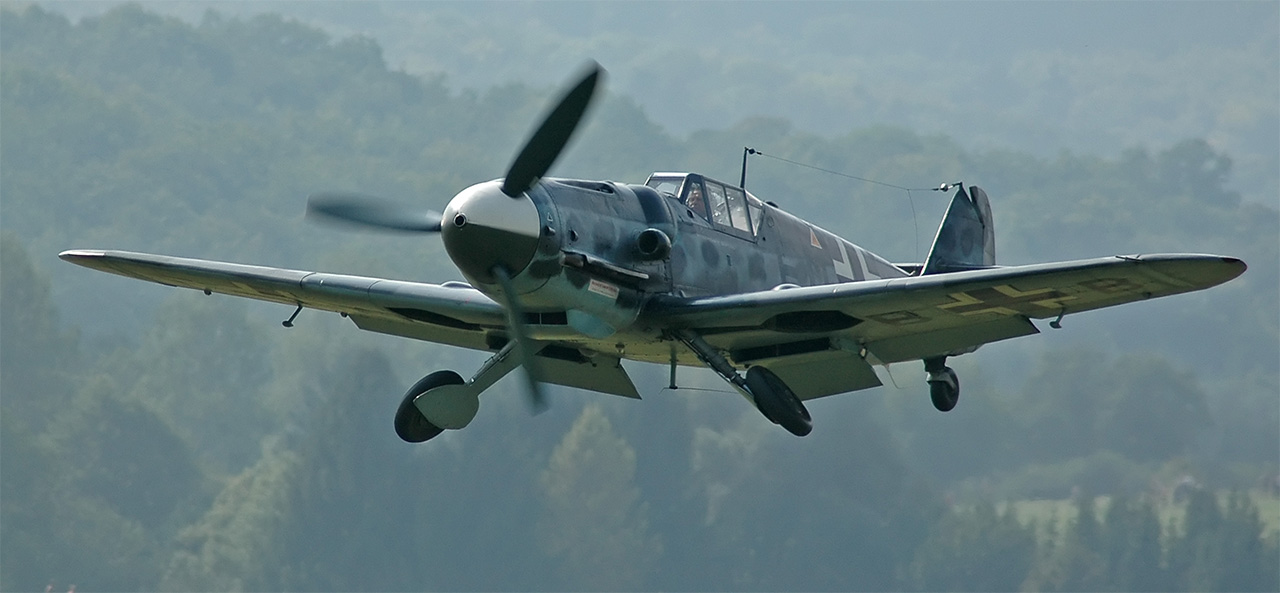
Hispano Aviación HA-1112, czyli licencyjna hiszpańska wersja Bf 109 G-6

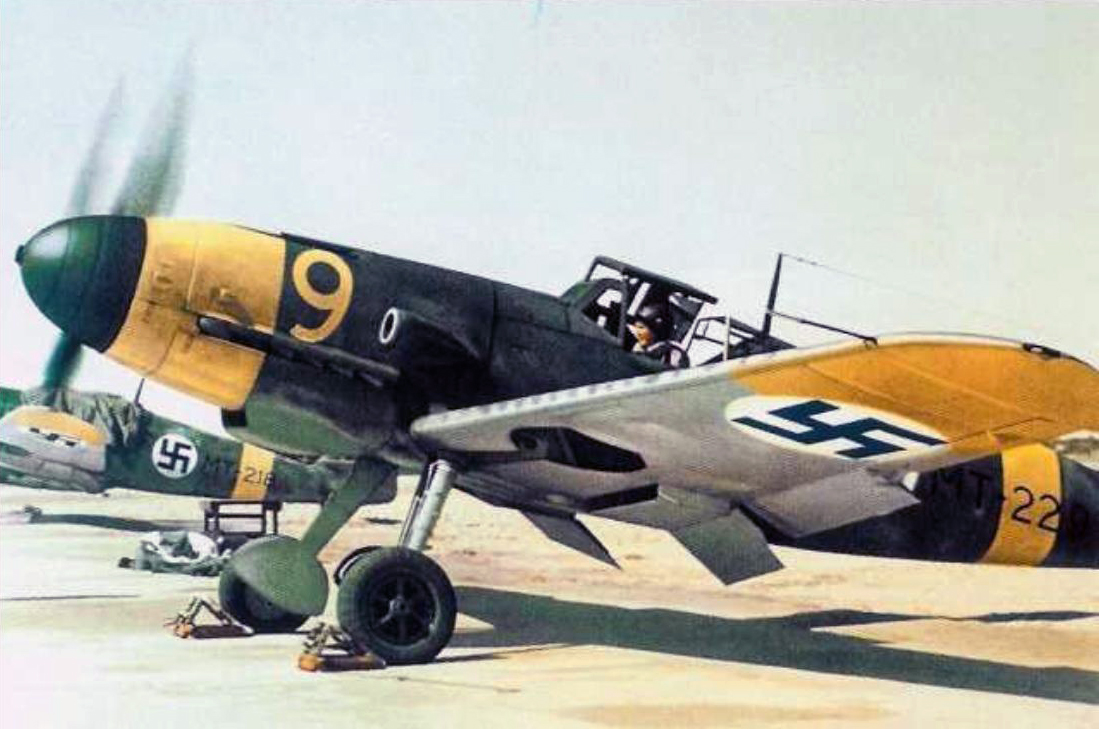
Bf (Me) 109 G-2 w służbie lotnictwa Finlandii. Helsinki 1943

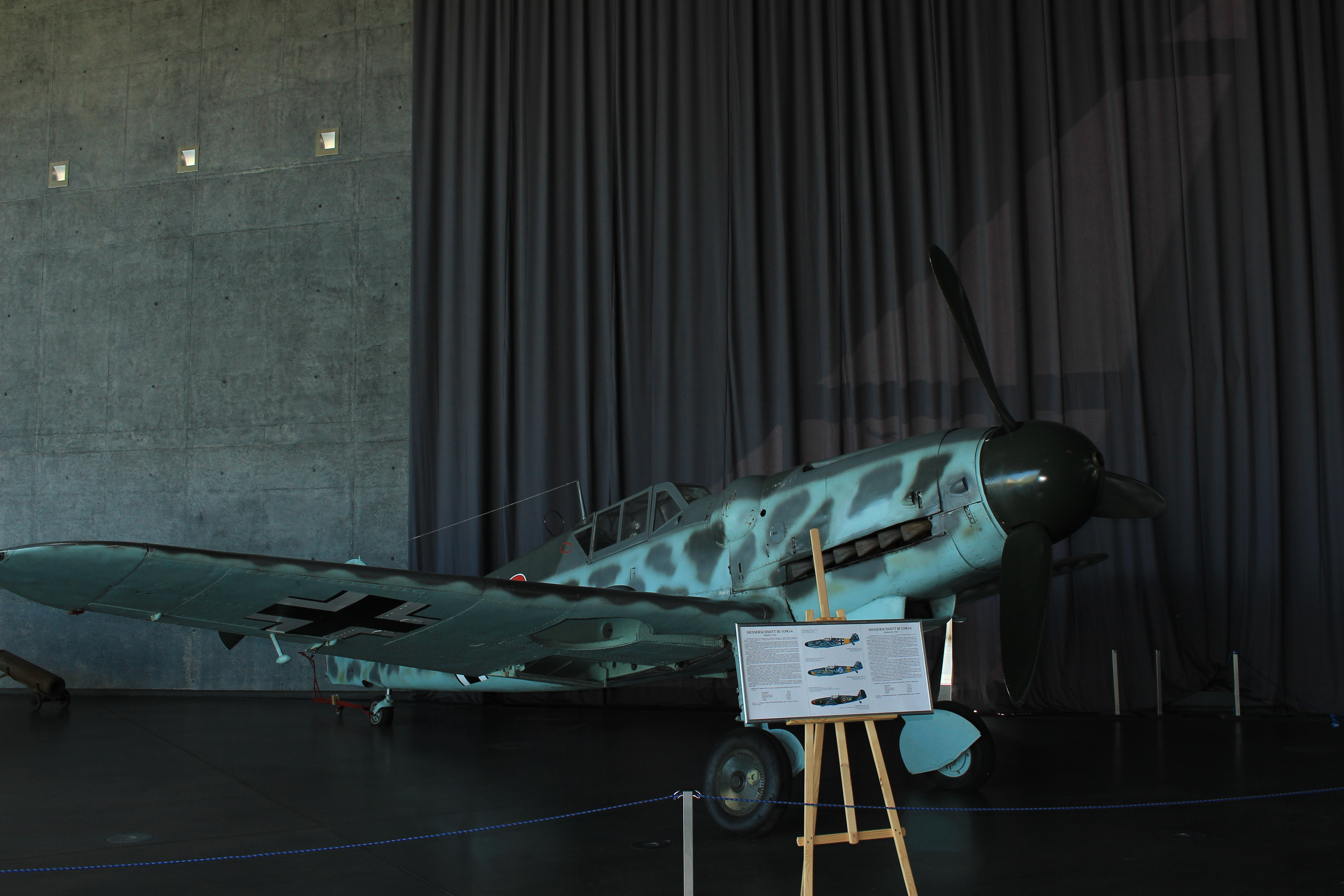
Bf 109G w Muzeum Lotnictwa Polskiego w Krakowie

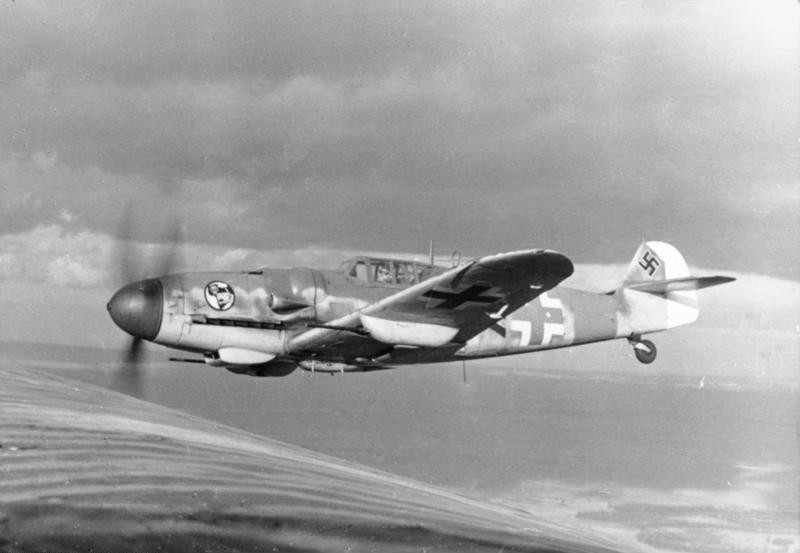
Bf 109 G-6, 1944 r.

Bf 109G (Gustaw) pojawił się pod koniec 1942 i stał się najliczniej produkowanym modelem Me 109. Został wyposażony w nowy silnik DB 605A, niektóre wersje (G-1, G-3 i G-5) wyposażono w kabinę ciśnieniową. Pierwsze egzemplarze opuściły taśmy na wiosnę 1942 r. Uzbrojenie to dwa karabiny MG 17 (począwszy od wersji G-5/6 cięższe MG 131 kal. 13 mm) i jedno działko MG 151/20. Uzbrojenie można było poszerzyć poprzez montowanie dodatkowych gondoli z działkami pod skrzydłami (modyfikacja R6) oraz (od wersji G-5) poprzez zamianę zabudowanego w bloku silnika działka MG-151/20 na 30-milimetrowe MK 108 (modyfikacja oznaczana jako U4). Pod koniec 1943 r. uznano za kluczowe poprawienie osiągów Bf 109G na dużych wysokościach. W tym celu wyposażono stosowany dotąd silnik DB 605A w większą sprężarkę od silnika DB 603 (stosowanego m.in. w Me 410), co wymagało znacznych zmian w konstrukcji łoża i osłon silnika (duże, opływowe „bąble” zamiast dotychczasowych osłon zamków typu „Beule”). Tak zmodyfikowany silnik oznaczono DB 605AS, a samoloty weń wyposażone otrzymały oznaczenie AS (np. G-5/AS, G-6/AS). Większość wczesnych samolotów AS wyposażono w system GM-1 (wtrysk podtlenku azotu do sprężarki, modyfikacja U2), który znacznie poprawiał osiągi na wysokościach ponad 6 tysięcy m, oraz podwyższone usterzenia pionowe i nowe osłony kabiny (Erla-Haube). Ponieważ wiele do życzenia pozostawiały także osiągi na małych wysokościach, wprowadzono system wtrysku do sprężarki mieszanki metanol-woda (MW 50). Silnik z wtryskiem tej mieszanki oznaczono DB 605AM, a samoloty wersji G-6 z tym silnikiem otrzymały początkowo nazwę Bf 109G-6/MW 50 (lub Bf 109G-6/U3), którą wkrótce zmieniono na G-14. Wersja ta miała być w zamyśle standaryzacją typu, gdyż Gustavy pochodzące z różnych zakładów produkcyjnych, czyli z Regensburga (Messerschmitt), Lipska (Erla) i Wiener Neustadt (WNF), często różniły się wyposażeniem i wieloma szczegółami, lecz doprowadziło to do ogromnego bałaganu i powstania licznych modyfikacji wersji G-14 zależnie od zakładu – samoloty miały silniki A lub AM, krótkie lub długie kółko ogonowe, niski lub wysoki ster, część nie miała nawet systemu MW 50, za to miała większy zbiornik oleju itd. Część (ok. 1000 egzemplarzy) samolotów wersji G-14 wyposażono w silniki z wtryskiem MW-50 i powiększoną sprężarką (DB 605ASM, później ASCM, ASMO, ASB lub ASC), oznaczając je Bf 109G-14/AS. Ostatnie egzemplarze wersji G-14/AS były fabrycznie wyposażone w silniki DB 605D (patrz niżej), co sprawiało, że nie różniły się praktycznie od wersji G-10.
Już od końca 1942 r. opracowywano wysokościową wersję silnika DB 605 noszącą oznaczenie „D”, a weszła ona do produkcji w lipcu 1944 r. Nowy silnik o znacznie lepszej charakterystyce na dużych wysokościach, oznaczony DB 605D, miał być standardową jednostką napędową wersji K. Wobec opóźnień w opracowaniu wersji K postanowiono „tymczasowo” wyposażyć w nowy silnik znajdujące się w budowie samoloty wersji G, oznaczając tak powstałą wersję G-10. Produkcję uruchomiono w czterech zakładach (Regensburg, Erla, WNF i nowo otwartych zakładach Diana w trzech tunelach na zachód od Tišnova w Czechach, które były dotąd poddostawcą WNF), przy czym egzemplarze pochodzące z różnych zakładów różniły się znacznie między sobą. I tak w zakładach Erla opracowano całkiem nowe osłony silnika, zastosowane później także (prawdopodobnie) w Bf 109K-4/R6 produkowanych w tych zakładach, maszyny z zakładów WNF/Diana miały szersze opony kół (stosowane jako standard w Bf 109K) i w związku z tym większe, opływowe przetłoczenia na górnej powierzchni skrzydeł, zaś G-10-ki z zakładów w Ratyzbonie (ok. 120 szt.) powstały jako konwersja produkowanych akurat Bf 109G-6/AS i G-14/AS. Część Bf 109G-10 produkcji Erla (ok. 50 szt.) była wyposażona w silniki DB 605ASM. Zewnętrznie samoloty wersji G-10 różniły się od G-14/AS położonym wyżej wlewem oleju (większy zbiornik) z lewej strony tuż za kołpakiem śmigła (taki sam zbiornik miały późne egzemplarze G-14 z zakładów Erla) i wyżej umieszczonym wziernikiem do tzw. „zimnego startu” z prawej strony, w tylnej części osłony silnika. „Przejściowa” wersja z silnikiem DB 605D tj. G-10, weszła do linii z początkiem listopada 1944, czyli dwa tygodnie po „standardowej” wersji K-4.

### Bf 109 HHöhenjäger
Wersja H-0 była przeróbką kilku egzemplarzy wersji F-4, a H-1 była przeróbką G-5. W 1944 zostały użyte do testów z kabiną ciśnieniową.

### Bf 109 KKurfürst
Ostatnia seria produkowana od października 1944. Była rozwinięciem wersji G ze zmienionym uzbrojeniem, mocniejszym silnikiem i dodatkowo wyposażona w kabinę ciśnieniową. Zmieniono także kształt osłony silnika i kołpaka śmigła i zastosowano wyższe, drewniane usterzenie pionowe oraz większe koła podwozia głównego. Wersja K-4 miała silnik Daimler-Benz DB 605DB lub DC (zależało to od paliwa, pod które przeznaczony był dany silnik – odpowiednio B4 i C3) o mocy 1800 KM (2000 KM z wtryskiem metanol-woda). Była to najszybsza i ostatnia wersja Messerschmitta Bf-109. Kurfürst osiągał prędkość około 730 km/h oraz pułap 12 500 m. Uzbrojenie było takie samo jak w przypadku późnych „Gustavów” – 2x MG-131 + 1x MK-108 i dodatkowe gondole z działkami kalibru 20 lub 30 mm pod skrzydłami.

### Bf 109 ZZwilling
Wersja eksperymentalna, będąca połączeniem dwóch kadłubów Bf 109 F. Bf 109 Z typowany był na następcę dwusilnikowego Bf 110, w jego konstrukcji brali udział twórcy podwójnego He 111 Zwilling. Oba kadłuby miały zostać połączone nowym centropłatem zawierającym dwie wnęki podwozia, dwie chłodnice, zaczep bombowy oraz uzbrojenie strzeleckie. Pomiędzy kadłubami znajdował się wspólny statecznik. Kabinę pilota umiejscowiono w lewym kadłubie, prawy został zaślepiony i zawierał dodatkowy zbiornik paliwa. Uzbrojenie, na które składały się cztery działka MK 108 i jedno MK 103 oraz do 500 kg bomb, dawało wersji Z ogromną siłę ognia. Bf 109 Z nie wszedł do produkcji seryjnej po decyzji władz niemieckich, które nakazały skupić uwagę konstruktorów na odrzutowym Me 262.

## Opis konstrukcji
Messerschmitt Bf 109 był mniejszy i lżejszy od Spitfire'a, który kompensował to większą powierzchnią skrzydeł. MeBf 109 był samolotem trudniejszym w pilotażu, szczególnie w fazie startu i lądowania od Spitfire'a. Po oderwaniu kółka ogonowego od nawierzchni lotniska w czasie startu, lub po dotknięciu podwoziem głównym podłoża w czasie lądowania skrzydło samolotu wykazywało natychmiastową, stałą tendencję do opadania. Także kołowanie po płycie lotniska odbywało się na oślep, gdyż osłona silnika zasłaniała pilotowi widok na wprost.
Najlepsze właściwości pilotażowe i manewrowe Bf 109 osiągał w zakresie prędkości 350–420 km/h, przewyższając pod tym względem nawet swojego najgroźniejszego konkurenta Supermarine Spitfire. Powyżej prędkości 400 km/h w wersjach B, C, D, oraz powyżej 485 km/h w wersji E wraz ze wzrostem prędkości opór sterów stopniowo zwiększał się, zmuszając pilota do użycia coraz większej siły przy zmianie kierunku lub wysokości lotu. Tym samym reakcje samolotu następowały z wyraźnym opóźnieniem. Identyczna sytuacja następowała w czasie lotu nurkowego, gdzie w górnych zakresach prędkości użycie steru kierunku przez pilota było mocno problematyczne. Należy podkreślić mały zasięg samolotu Bf 109.

## Porównanie poszczególnych wersji
| Wersja      | Silnik                  | Moc (KM) | Prędkość maksymalna (km/h) | Pułap (m) | Uzbrojenie             |
| ----------- | ----------------------- | -------- | -------------------------- | --------- | ---------------------- |
| Bf 109 V1   | Rolls-Royce Kestrel V   | 697      | 467                        | 8014      | brak                   |
| Bf 109 V3   | Junkers Jumo 210A       | 610      | 475                        | 8150      | 2 × 7,92 mm            |
| Bf 109 B-1  | Junkers Jumo 210 Da     | 730      | 465                        | 8200      | 2 × 7,92 mm            |
| Bf 109 C-1  | Junkers Jumo 210 Ga     | 700      | 470                        | 8400      | 4 × 7,92 mm            |
| Bf 109 D-0  | Daimler Benz DB 600     | 960      | 520                        | 8500      | 2 × 7,92 mm, 1 × 20 mm |
| Bf 109 D-1  | Junkers Jumo 210 Da     | 730      | 499                        | 8100      | 4 × 7,92 mm            |
| Bf 109 E-0  | Daimler Benz DB 601 A-1 | 1050     | 550                        | 10 500    | 4 × 7,92 mm            |
| Bf 109 E-4  | Daimler Benz DB 601 Aa  | 1175     | 560                        | 10 900    | 2 × 7,92 mm, 2 × 20 mm |
| Bf 109 E-7  | Daimler Benz DB 601 N   | 1200     | 578                        | 11 000    | 2 × 7,92 mm, 2 × 20 mm |
| Bf 109 F-4  | Daimler-Benz DB 601 N   | 1200     | 635                        | 11 000    | 2 × 7,92 mm, 1 × 20 mm |
| Bf 109 G-10 | Daimler-Benz DB 605 A   | 2000     | 690                        | 11 500    | 2 × 13 mm, 1 × 30 mm   |
| Bf 109 K4   | Daimler-Benz DB 605 DC  | 2522     | 741                        | 12 500    | 2 × 13 mm, 1 × 30 mm   |